# Jeorjos Bogris
Jeorjos Bogris (gr. Γεώργιος Μπόγρης; ur. 19 lutego 1989 w Tespiesie) – grecki koszykarz występujący na pozycji środkowego, reprezentant kraju, obecnie zawodnik Apollonu Patras.

## Osiągnięcia
Stan na 26 czerwca 2022, na podstawie, o ile nie zaznaczono inaczej.

### Drużynowe
- Mistrz:
  - Euroligi (2011)
  - Ligi Mistrzów FIBA (2017)
  - Grecji (2010, 2011)
- Wicemistrz:
  - Grecji (2018)
  - ligi katalońskiej (2014)
  - II ligi greckiej (2009)
- 3. miejsce w lidze:
  - hiszpańskiej (2021)
  - greckiej (2013, 2014)
- Zdobywca Pucharu Interkontynentalnego FIBA (2020)
- Finalista Pucharu Grecji (2010, 2011, 2018)
- Uczestnik rozgrywek międzynarodowych pucharu:
  - Euroligi (2009/2010 – TOP 16, 2010/2011, 2017/2018 – TOP 8, 2018/2019 – faza grupowa)
  - Eurocup (2011/2012 – TOP 16, 2012–2014 – faza grupowa, 2015/2016 – TOP 32)
  - Ligi Mistrzów FIBA (2019–2021 – ćwierćfinał, 2021/2022 – faza grupowa)

### Indywidualne
- Największy postęp ligi greckiej (2014)
- Zaliczony do I składu Ligi Mistrzów FIBA (2017)
- Uczestnik:
  - meczu gwiazd ligi greckiej (2014, 2019)
  - Reebok Eurocampu (2009)
- MVP kolejki Ligi Mistrzów FIBA (6 – 2016/2017)

### Reprezentacja
Seniorska
- Uczestnik:
  - mistrzostw Europy (2017 – 8. miejsce)
  - kwalifikacji olimpijskich (2016 – 3. miejsce)

3x3
- Uczestnik:
  - mistrzostw świata z kadrą:
    - mężczyzn (2012)
    - mieszaną (2012)

  - igrzysk europejskich (2015 – TOP 8)

Młodzieżowe
- Mistrz Europy U–20 (2009)
- Wicemistrz Europy U–18 (2007)
- Uczestnik:
  - mistrzostw Europy:
    - U–20 (2008 – 13. miejsce, 2009)
    - U–18 (2006 – 6. miejsce, 2007)
    - U–16 (2004 – 5. miejsce, 2005 – 13. miejsce)

  - turnieju Alberta Schweitzera (2006)
- Lider Eurobasketu U-16 w blokach (2005)